# Frederick Stephani
Frederick Stephani (* 13. Juni 1903 als Friedrich „Fritz“ Stephani in Bonn; † 31. Oktober 1962 in Los Angeles, Kalifornien) war ein aus Deutschland stammender US-amerikanischer Schriftsteller, Drehbuchautor, Filmregisseur und Filmproduzent, der einmal für den Oscar für die beste Originalgeschichte nominiert war.

## Leben
Fritz Stephani wuchs in unter anderem in Köln auf und entschied sich im Alter von 20 Jahren zur Auswanderung. Am 11. November 1923 landete er, aus Rotterdam kommend, in New York City. 1926 ließ er sich in Los Angeles nieder, und am 8. Mai 1933 ersuchte Stephanie um die US-amerikanische Staatsbürgerschaft, die ihm wenige Jahre später erteilt wurde.
Stephani, der 1934 den Roman My Candle Burns… veröffentlichte, begann seine Laufbahn in der Filmwirtschaft Hollywoods 1934 als Drehbuchautor bei der von Frank Tuttle inszenierten Filmkomödie All the King’s Horses mit Carl Brisson, Mary Ellis und Edward Everett Horton in den Hauptrollen. Er verfasste anschließend bis zu seinem Tod die Drehbücher und Vorlagen für 23 Filme und inszenierte darüber hinaus zwischen 1936 und seinem Tod elf Filme und Episoden von Fernsehserien als Regisseur. Darüber hinaus war er zwischen 1937 und 1949 bei fünfzehn Film als Produzent verantwortlich.
Bei der Oscarverleihung 1948 wurde Lewis zusammen mit Herbert Clyde Lewis für den Oscar für die beste Originalgeschichte nominiert, und zwar für die romantische Filmkomödie Ein Leben wie ein Millionär (It Happened on Fifth Avenue, 1947) von Roy Del Ruth mit Don DeFore, Ann Harding und Charles Ruggles.

## Veröffentlichungen
- My Candle Burns…, 1934

## Filmografie (Auswahl)
D = Drehbuch, R = Regie, P = Produktion
- 1934: All the King’s Horses (D)
- 1936: Flash Gordon (D, R)
- 1936: Nach Mexiko verschleppt (Woman Trap, D)
- 1937: Der Liebesreporter (Love Is News, D)
- 1937: Der Arzt und die Frauen (Between Two Women, D)
- 1938: Mord wie er im Buche steht (Fast Company, P)
- 1942: Tarzans Abenteuer in New York (Tarzan’s New York Adventure, P)
- 1947: Ein Leben wie ein Millionär (It Happened on Fifth Avenue, D)
- 1948: Das gewisse Etwas (That Wonderful Urge, D)
- 1949: Gestrandete Jugend (Johnny Holiday, D, P)
- 1953: Brennpunkt Algier (Fort Algiers, D)
- 1959–1961: Der zweite Mann  (The Deputy, Fernsehserie, R)
- 1960: Bomben auf Monte Carlo (Alternativtitel: Eddie läßt die Bombe platzen, D)